# نوب إم حات
نوب إم حات أو نوبمحات، هي ملكة مصرية قديمة من عهد أسرة مصرية سابعة عشر، و هي زوجة الملك سوبكمساف الأول، و هي معروفة من العديد من المعالم الأثرية، فقد تم العثور على تمثال باسمها وألقابها في كاوا بالنوبة.
كما تظهر على لوحة جنائزية في دندرة حيث ذكرت ابنتها، ابنة الملك سوبكمحب. وهناك أيضا يظهر ابن الملك أميني، ابن الملكة حاعنخس.

## ألقابها
لقبها الوحيد المعروف هو:
- الزوجة الملكية العظيمة.[4]